# El Alcalde
El Alcalde es una localidad argentina en el Departamento Río Primero de la Provincia de Córdoba. Se encuentra en el cruce de las rutas provinciales 213 y 433.
Se formó sobre la estación de ferrocarril Tala Norte del hoy levantado Ramal A8 del Ferrocarril Belgrano.

## Población
Cuenta con 79 habitantes (Indec, 2010), lo que representa un descenso del 22,5% frente a los 102 habitantes (Indec, 2001) del censo anterior.
| Gráfica de evolución demográfica de El Alcalde entre 1991 y 2010 |
|                                                                  |
| Fuente: Censos nacionales del INDEC                              |